# Route nationale 40 (France)
Pour les articles homonymes, voir Route nationale 40.
La route nationale 40, ou RN 40, n'existe plus depuis les grands déclassements des années 1970. C'était autrefois la route de la côte de la Manche, au nord de l'estuaire de la Seine jusqu'à la frontière franco-belge.

## Du Havre à Eu
Du Havre à Fécamp, la route est déclassée en D 940. Elle traverse les communes de :
- Le Havre (km 0)
- Étretat (km 26)
- Fécamp (km 42)

De Fécamp à Criel-sur-Mer, la route est confondue avec l'ancienne route nationale 25 (aujourd'hui déclassée en D 925).
À Criel-sur-Mer, elle quitte la RN 25 pour faire un crochet vers Le Tréport.

## D'Eu à Calais
D'Eu à Calais, elle est déclassée en D 940.
Jusqu'à Boulogne-sur-Mer, elle traverse les communes de :
- Eu (km 140)
- Saint-Valery-sur-Somme (km 164)
- Rue (km 183)
- Pont d'Étaples sur la Canche
- Étaples (km 215)
- Boulogne-sur-Mer (km 242)

Sur la commune de Boulogne-sur-Mer, la route est confondue avec l'ancienne route nationale 1.
Puis elle relie Calais en passant par Wimereux, Wissant et le Cap Blanc-Nez.
La RN 40 était reliée à la route nationale 1 par de nombreuses routes :
- RN 40A de Noyelles-sur-Mer à Abbeville (RD 40)
- RN 40B de Rue à Bernay-en-Ponthieu (RD 938)
- RN 40E de Conchil-le-Temple à Nempont-Saint-Firmin (RD 940E1)

## De Calais à la Belgique
De Calais à Gravelines, la route est déclassée en D 940. Puis, elle est confondue dans l'ancienne route nationale 1 (aujourd'hui déclassée en D 601) qui traverse :
- Gravelines (km 307)
- Dunkerque (km 325)
- Bray-Dunes (km 339)